# Zjolymbet
Zjolymbet (kazakiska och ryska: Жолымбет) är en ort i Kazakstan. Den ligger i oblystet Aqmola, i den centrala delen av landet, 70 km norr om huvudstaden Astana. Zjolymbet ligger 329 meter över havet och antalet invånare är 6 876. Zjolymbet grundades som en bosättning 1932 på grund av öppnandet av en guldgruva, Qazaqaltyn (ryska: Kazachaltyn.
Terrängen runt Zjolymbet är platt, och sluttar norrut. Runt Zjolymbet är det mycket glesbefolkat, med 7 invånare per kvadratkilometer. Det finns inga andra samhällen i närheten. Trakten runt Zjolymbet består i huvudsak av gräsmarker.